# غاري بورنس
غاري بورنس هو كاتب سيناريو ومخرج كندي، ولد في 1960 في كالغاري في كندا.

## وصلات خارجية
- غاري بورنس على موقع IMDb (الإنجليزية)
- غاري بورنس على موقع ألو سيني (الفرنسية)
- غاري بورنس على موقع أول موفي (الإنجليزية)
- غاري بورنس على موقع قاعدة بيانات الأفلام السويدية (السويدية)
- غاري بورنس على موقع قاعدة بيانات الفيلم (الإنجليزية)
- غاري بورنس على موقع كينوبويسك (الروسية)